# Loaded
Loaded este al patrulea album al trupei The Velvet Underground, lansat în septembrie 1970 - la o lună de la plecarea lui Lou Reed din formație. Albumul a fost lansat prin Cotillion Records. 

## Tracklist
1. "Who Loves the Sun" (2:50)
2. "Sweet Jane" (3:15)
3. "Rock & Roll" (4:47)
4. "Cool It Down" (3:05)
5. "New Age" (4:39)
6. "Head Held High" (2:52)
7. "Lonesome Cowboy Bill" (2:48)
8. "I Found a Reason" (4:15)
9. "Train Round the Bend" (3:20)
10. "Oh! Sweet Nuthin'" (7:23)

- Toate cântecele au fost scrise de Lou Reed.

## Single
- "Sweet Jane" (1970)

## Componență
- Sterling Morrison - chitară
- Lou Reed - voce, chitară, pian
- Maureen Tucker - baterie
- Doug Yule - clape, chitară, chitară bas, baterie, voce de fundal, solist vocal pe "Who Loves the Sun", "New Age", "Lonesome Cowboy Bill" și "Oh! Sweet Nuthin'"